# 三十二條處理大綱
《三十二條要求》，定案於1947年3月7日，為台灣二二八事件中，二二八事件處理委員會於3月7日向台灣省行政長官陳儀所提出的要求，其內容乃針對二二八事件解決方法所提出的建議。
王添灯於二二八事件發生後擔任二二八事件處理委員會宣傳部組長，與眾議員一起草擬《三十二條處理大綱》，要求當局付諸行動，但此四十二條處理大綱向陳儀提出後，卻遭陳儀震怒拒絕。王添灯在電臺廣播，認為這次事件已不能藉由自身力量來對抗，希望全體台灣人民共同起來對抗不公的政府才能解決。

## 內容

### 三十二條要求
（三月六日）王添灯宣讀向中外廣播之有關「二二八事件」真相全文，此即聞名的三十二條要求，其條文據〈三十二項要求　處委會已向陳長官提求〉（《人民導報》，1947年3月8日，第2版；另收錄於張炎憲主編，《王添灯紀念輯》〔臺北：財團法人吳三連台灣史料基金會，2005〕，頁82，圖版）如下（原文及標點照錄，不做校正，方框表示字跡無法辨識）: 
一，制定省自治法為本省政治最高規範，以便實現國父建國大綱之理想。

二，縣，市長於本年六月以前實施民選，縣市參議會同時改選。

三，省各處長人選應經省參議會（改選後為省議會）之同意，省參議會應於本年六月以前改選，目前其人選由長官提出交由省處理委員會審議。

四，省各處長三分之二以上須由本省居住十年以上者擔任之（最好秘書長，民政、財政，工鑛，農林，教育，警務等處長應該如是）

五，警務處長及各縣市警察局長應由本省人擔任，省警察大隊及鐵道工鑛警等察卽刻廢止。

大，法制委員會委員須半□以上由本省人充任，主委員由委員互選。

七，除警察機關之外不得逮捕人犯。

八，憲兵除軍隊之犯人外不得逮捕人犯。

九，禁止帶有政治性之逮捕拘禁。

十，非武裝之集合結社絕對自由。

十一，言論出版罷工絕對自由廢止新聞紙發行申請登記制度。

十二，卽刻廢止人民團體組織條例。

十三、廢止民意機關候選人權覈辦法。

十四，改正各級民意機關選擧辦法。

十五，實行所得統一累進稅除奢侈品稅相續稅外不得徵收任何雜稅。

十六，一切公營事業之主管人由本省人擔任。

十七，設置民選之公營事業監察委員會、日產處理應委任省政府全權處理各接收工廠礦應置經營委員會委員須過半數由本省人充任之。

十八、撤消專賣局，生活必需品實施配給制度。

十九，撤消貿易局。

二十、撤消宣傳委員會。

二十一，各地方法院院長各地方法院首席檢察官全部以本省人充任。

二十二，各法院推事檢察官以下司法人員各半數以上省民充任。

二十三，本省陸海空軍應儘量採用本省人。

二十四，臺灣行政長官公署，應改為本省政府制度，但未得中央核准前暫由二，二八處理委員會之政務局負責改組，用普選公正賢達人士充任。

二十五，處理委員會政務局應於三月十五日以前成立其產生方法由各鄉鎮區代表選擧，該區候選人一名然後再由該縣市轄參議會選擧之其名額如下：臺北市二名，臺北縣三名。基隆市一名，新竹市一名、新竹縣三名、臺中市一名，臺中縣四名，彰化市一名，嘉義市一名，臺南市一名，臺南縣四名，高雄市一，高雄縣三名，屏東市一名，澎湖縣一名，花蓮縣一名，臺東縣一名，計三十名。

二十六，勞働營及其他不必要之機構廢止或合併，應由處理委員會政務局檢討決定之。

二十七，日產處理事宜，應請准中央刈歸省政府自行清理，

二十八，警備司令部應撤消，以免軍權濫用。

二十九，高山同胞之政治經濟地位及應享之利益，應切實保障。

三十，本年六月一日起，實施勞働保護法。

三十一、本省人之戰犯及漢奸嫌疑被拘禁者要求無條件卽時釋放。

三十二，送與中央食糧一十五萬噸要求中央，依時估價撥歸臺灣省。

### 四十二條要求
一般所謂「四十二條要求」的版本，如官方的《台灣新生報》（行政長官公署機關報）所載：（據〈處委會闡明事件眞相　向中外廣播處理大綱　除改革政治外別無他求　建議案本日可正式提出〉，《台灣新生報》，1947年3月8日，第2版）（原文及標點照錄，不做校正）

1、對於目前的處理

     一，政府在各地之武裝部隊，應自動下令暫時解除武裝，武器交由各地處理委員會及憲兵隊共同保管，以免繼續發生流血衝突事件。

     二，政府武裝部隊武裝解除後地方之治安由憲兵與非武裝之警察及民衆組織共同負擔。

     三，各地若無政府武裝部隊威脅之時，絕對不應有武裝械鬪行動，對貪官汚吏不論其為本省人或外省人亦只應檢擧轉請處理委員會協同憲警拘拿，依法嚴辦，不應加害而惹出是非。

     四，對於政治改革之意見可條擧要求條件向省處理委員會提出，以候全般解決

     五，政府切勿再移動兵力或向中央請遣兵力，企圖以武力解決事件，致發生更慘重之流血而受國際干涉。

     六，在政治問題未根本解決之前政府之一切施策，（不論軍事，政治）須先與處理委員會接洽，以免人民懷疑政府誠意，發生種種誤會。

     七，對於此次事件不應向民間追究責任者，將來亦不得假藉任何口實拘捕此次事件之關係者。對於因此次事件而死傷之人民應從優撫恤。

2、根本處理

 甲、軍事方面：

     一，缺乏教育和訓練之軍隊絕對不可使駐臺灣。

     二，中央可派員在臺徵兵守臺。

     三，在內陸之內戰未終息以前，除以守衞臺灣為目的之外絕對反對在臺灣徵兵以免臺灣陷入內戰旋渦。

 乙、政治方面：

     一，制定省自治法為本省政治最高規範，以便實現國父建國大綱之理想。

     二，縣，市長於本年六月以前實施民選，縣市參議會同時改選。

     三，省各處長人選應經省參議會（改選後為省議會）之同意，省參議會應於本年六月以前改選，目前其人選由長官提出交由省處理委員會審議。

     四，省各處長三分之二以上須由在本省居住十年以上者擔任之（最好秘書長，民政，財政，工鑛，農林，教育，警務等處長應該如是）

     五，警務處長及各縣市警察局長應由本省人擔任，省警察大隊及鐵道工鑛等警察卽刻廢止。

     六，法制委員會委員須半數以上由本省人充任，主任委員由委員互選。

     七，除警察機關之外不得逮捕人犯。

     八，憲兵除軍隊之犯人外不得逮捕人犯。

     九，禁止帶有政治性之逮捕拘禁。

     十，非武裝之集合結社絕對自由。

     十一，言論出版罷工絕對自由廢止新聞紙發行申請登記制度。

     十二，卽刻廢止人民團體組織條例。

     十三，廢止民意機關候選人檢覈辦法。

     十四，改正各級民意機關選擧辦法。

     十五，實行所得統一累進稅除奢侈品稅相續稅外不得徵收任何雜稅。

     十六，一切公營事業之主管人由本省人擔任。

     十七，設置民選之公營事業監察委員會，日產處理應委任省政府全權處理各接收工廠礦應置經營委員會委員須過半數由本省人充任之。

     十八，撤消專賣局，生活必需品實施配給制度。

     十九，撤消貿易局。

     二十，撤消宣傳委員會。

     二十一，各地方法院院長各地方法院首席檢察官全部以本省人充任。

     二十二，各法院推事檢察官以下司法人員各半數以上省民充任。

其他改革事項候三月十日集中全省民意之後交由改組後之政府辦理。

【本報訊】又昨（七）日下午三時半，處委會全體會議，由臨時主席潘渠源宣佈開會後，除原案共廿二條一致決議通過以外，並追加通過，

     一，本省陸海空軍，應儘量採用本省人。

     二，警備司令部應撤消以免軍權濫用。

     三，限至三月底臺灣行政長官公署應改為省政府制度，但未得中央核准前暫由二，二八事件處理委員會之政務局負責改組，用普選公正賢達人士充任之。

     四，處理會之政務應于三月十五日以前成立，其產生方法，由各鄉鎮區代表選擧該區候選人一名，然後再由該縣市轄參議會選擧之，其名額如下：臺北市二名，臺北縣三名，基隆市一名，新竹市一名，新竹縣三名，臺中市一名，臺中縣四名，彰化市一名，嘉義市一名，臺南市一名，臺南縣四名，高雄市一名，高雄縣三名，屏東市一名，澎湖縣一名，花蓮縣一名，臺東縣一名，計三十名。

     五，勞動營及其他不必要之機構，廢止或合併，應由處理會政務局檢討決定之

     六，日產處理事宜，應請准中央劃歸省政務局自行清理。

     七，高山同胞之政治經濟地位及應享之利益，應切實保障。

     八，本年六月一日起，實施勞動保護法。

     九，本省人之戰犯及漢奸嫌疑被拘禁者，要求無條件卽時釋放。

     十，送與中央食糖十五萬噸要求中央，依時估價，撥歸臺灣省。

## 後續
台灣省行政長官陳儀，斷然拒絕由黃朝琴及王添灯所提出此《三十二條要求》。陳儀於三月八日給蔣介石的電報中說﹕「昨午後七時代表十五人來見，欲提出政府各地武裝同志應交出武器，警備司令部須撤銷，陸海空軍人員一律用本省人，由處理委員會接收長官公署等四項要求，職不與討論，即嚴詞拒絕」。即使此，同日下午六點，王添灯等人仍於台北廣播電台（於今二二八公園）廣播播出原三十二條要求內容。惟隔日，陳儀率領之台灣省行政長官公署，乃於《台灣新生報》發表一篇聲明，正式全面否決。之後，台灣省行政長官公署及國軍更以之作為武力鎮壓台灣的理由。

## 「三十二條」與「四十二條」相關考證
輔仁大學歷史學系教授陳君愷，於2013年發表專書《解碼228：解開二二八事件處理大綱的歷史謎團》，認為二二八事件處理委員會只向陳儀提出三十二條處理大綱，所謂的四十二條大綱中最前面的十條則是由當局製造，用來作為鎮壓藉口。
行政院「研究二二八事件小組」於1994年出版的《二二八事件研究報告》第二章中記載，處委會召開全體大會提出三十二條要求時，會場有軍統、中統等情治人員（特務份子）活動，新增十條有的是軍統、中統有意提出以為鎮壓之藉口。